# الأحفاد (فلم)
الأحفاد (بالإنجليزية: The Descendants) فيلم دراما أمريكي من تأليف وإخراج ألكسندر باين وبطولة جورج كلوني، إنتاج عام 2011 كان عرضه الأول في مهرجان تورنتو للأفلام في 10 سبتمبر 2011 وبدأ عرضه في الولايات المتحدة في 18 نوفمبر 2011.

## الجوائز والترشيحات
ترشح لـ 5 جوائز أوسكار وفاز بجائزة الأوسكار لأفضل سيناريو مقتبس، ترشح لـ 3 جوائز من الأكاديمية البريطانية للأفلام.

## وصلات خارجية
- مقالات تستعمل روابط فنية بلا صلة مع ويكي بيانات